# Condados de Escocia

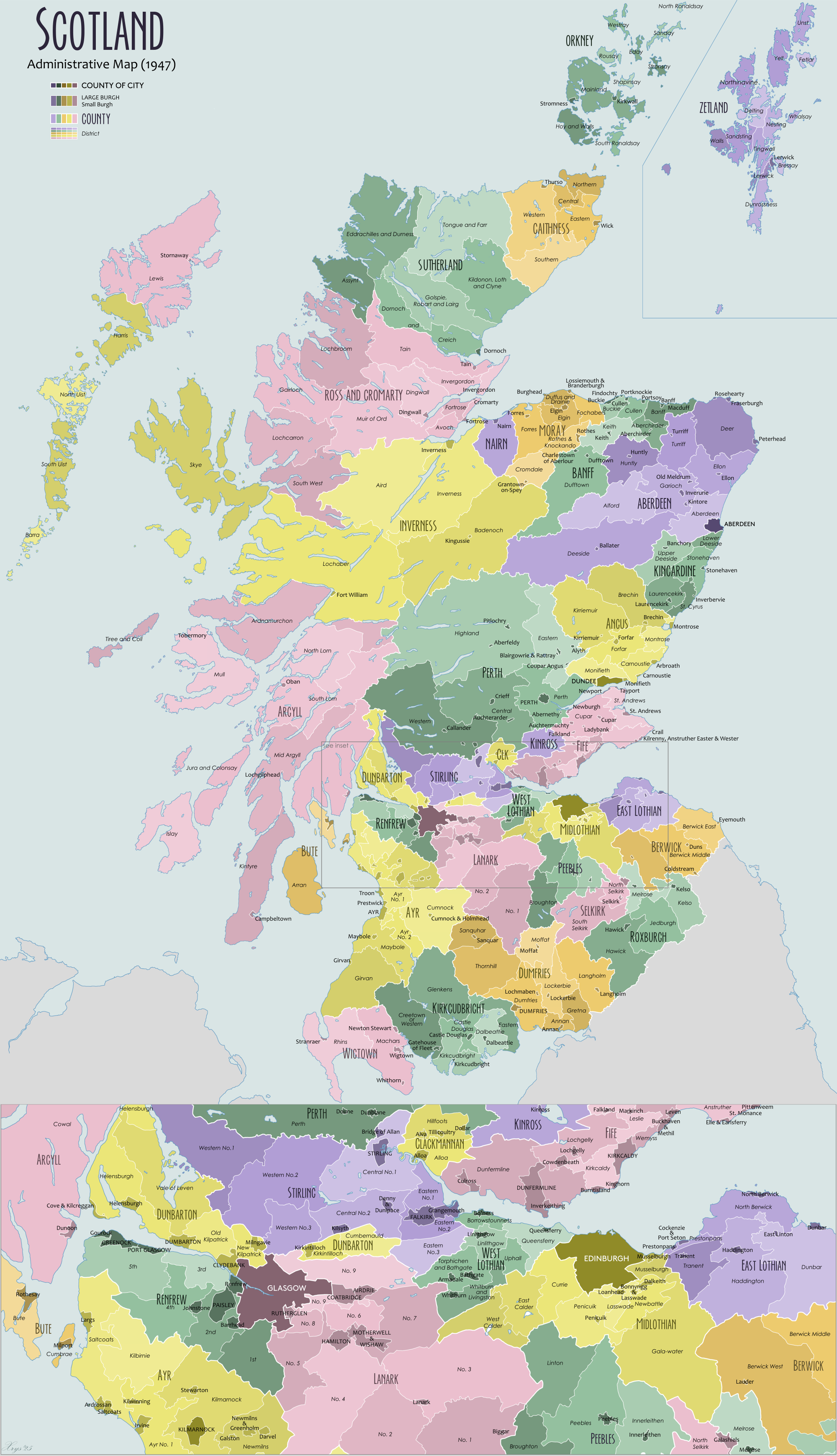
Los condados, distritos y burgos de Escocia tal como eran en 1947.

Los condados de Escocia o shires (en gaélico escocés: Siorrachdan na h-Alba), son subdivisiones históricas de Escocia establecidas en la Edad Media y utilizadas como divisiones administrativas hasta 1975. Establecidos originalmente con fines judiciales (por ser el territorio sobre el que tenía jurisdicción un sheriff), a partir del siglo XVII empezaron a utilizarse también con fines de administración local. Las zonas utilizadas para funciones judiciales (sheriffdoms) pasaron a diferenciarse de los shires, que dejaron de utilizarse para fines de administración local a partir de 1975 en virtud de la Ley de Administración Local (Escocia) de 1973.
En la actualidad, el gobierno local de Escocia se basa en áreas de consejo, que a veces incorporan nombres de condado, pero que con frecuencia tienen límites muy diferentes. Los condados siguen utilizándose para el registro de la propiedad, y constituyen la base de las zonas de tenencia (aunque estas últimas no son totalmente idénticas).

## Historia

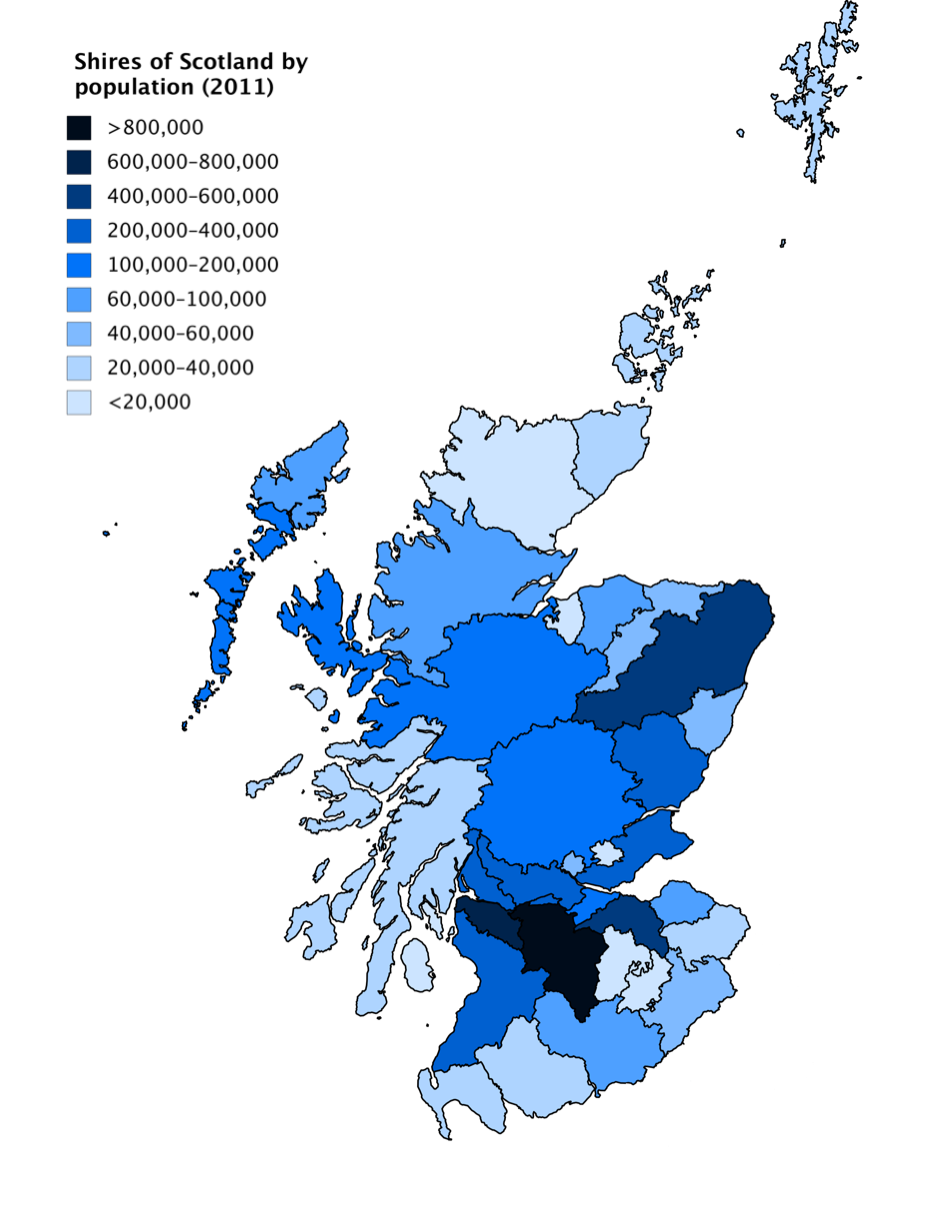
Condados de Escocia por población (2011).

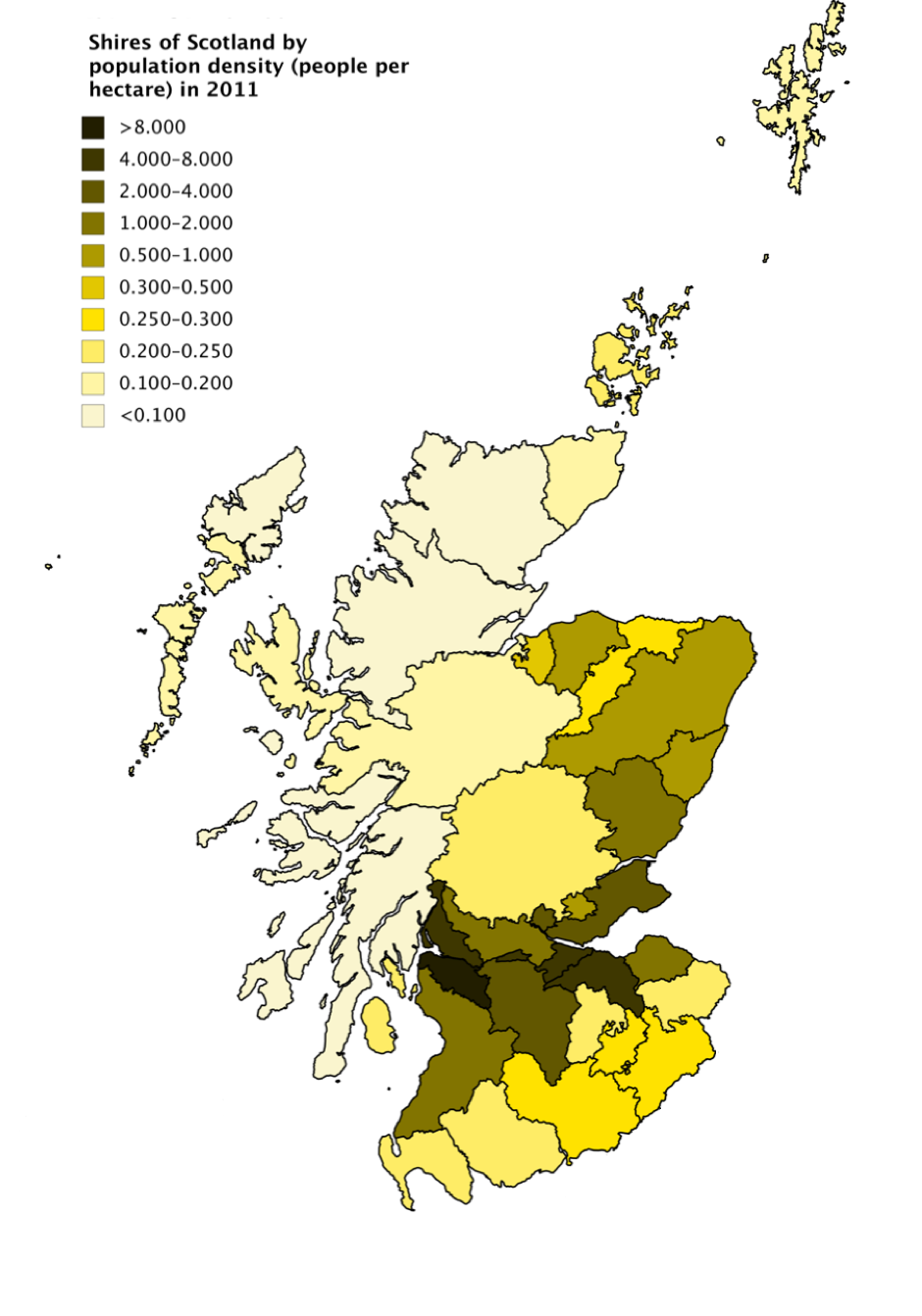
Condados de Escocia por densidad de población (personas por hectárea) en 2011.

### Comisarías o condados
Malcolm III (reinó de 1058 a 1093) parece haber introducido los sheriffs como parte de una política de sustitución de las formas de gobierno anteriores por estructuras feudales francesas. Esta política fue continuada por Edgar (reinó de 1097 a 1107), Alejandro I (reinó de 1107 a 1124) y, en particular, David I (reinó de 1124 a 1153). David completó la división del país en sheriffdoms mediante la conversión de los thanedoms existentes. El primer sheriffdom al sur del Forth que conocemos con certeza es Haddingtonshire, que aparece en una carta de 1139 como Hadintunschira y en otra de 1141 como Hadintunshire. Stirlingshire aparece en una carta de 1150 con el nombre de Striuelinschire.
Los condados de las Highlands no se completaron hasta el reinado de Carlos I (que reinó de 1625 a 1649).

### Comarcas existentes en 1305
En 1305 Eduardo I de Inglaterra, que había depuesto a John Balliol, emitió una ordenanza para el gobierno de Escocia. El documento enumeraba los veintitrés shires entonces existentes y nombraba nuevos sheriffs o continuaba con los sheriffs hereditarios en el cargo.
- Aberdeen
- Ayr (dividido en las bailiazgos de Carrick, Cunninghame y Kyle)
- Banff
- Berwick (depende del gobernador del Berwick Castle)
- Clackmannan
- Cromarty (se había formado en 1266, cubriendo sólo la zona que rodea inmediatamente a Cromarty)
- Dunbarton
- Dumfries
- Edinburgh
- Elgin and Forres
- Fife
- Forfar
- Haddington
- Inverness
- Kincardine o los Mearns
- Kinross
- Lanark (incluía lo que más tarde se convirtió en Renfrewshire)
- Linlithgow
- Peebles
- Perth
- Roxburgh o Teviotdale (parece que se creó en el periodo 1114–1133, no se menciona en la ordenanza
- Selkirk
- Stirling
- Wigtown

 Gospatric fue mencionado como sheriff en varios estatutos del conde David. El condado no figuraba en la ordenanza, y en 1305 parece haber estado en parte bajo la jurisdicción del sheriff de Selkirk, y el resto comprendido en los constabularios de Jedburgh y Roxburgh bajo la jurisdicción del condestable de Berwick. El condado fue uno de los que se entregaron a Eduardo III de Inglaterra en 1334.

### Comarcas formadas después de 1305
El resto de los shires se formaron por la expansión territorial del Reino de Escocia o por la subdivisión de los sheriffdoms existentes. Muchos de los nuevos shires tenían límites muy irregulares o partes separadas al unir las distintas posesiones de los sheriffs hereditarios.
- c. 1326: Argyll (o Argyle): señorío sometido por Alejandro II en 1222. Las reclamaciones noruegas sobre la zona terminaron finalmente en 1266. El primer registro de nombramiento de sheriff data de 1326.[7]
- 1369: Kirkcudbright: se formó cuando el área entre los ríos Nith y Cree se concedió a Archibald el Grim. Archibald nombró a un mayordomo para administrar la zona, de ahí que se convirtiera en un "stewartry".[8]
- c. 1388: Bute: las islas formaron parte del distrito de Kintyre de Argyll. En 1388 se nombró un sheriff hereditario para el condado.
- 1402: Renfrew: separado del condado de Lanark por Roberto III.[9]
- Tarbertshire: existió desde antes de 1481, cuando ganó territorio de Perthshire, hasta 1633, cuando se anexionó a Argyll.[10]
- 1503: Ross: se formó a partir de una parte de Inverness mediante una ley del parlamento durante el reinado de Jacobo IV, el sheriff debía sentarse en Tain o Dingwall.[11][12] Los sheriffs rara vez fueron nombrados, y otras leyes de 1649 y 1661 reafirmaron su separación de Inverness.[13][14][12] La ley de 1661 también aclaró la zona que abarcaba, basándose en la diócesis de Ross anterior a la Reforma.[14][12] Las propiedades de Sir George Mackenzie en Ross-shire fueron transferidas a Cromartyshire por una ley del parlamento de 1685 (derogada en 1686, reeditada en 1690).[15]
- 1503: Caithness: se formó a partir de una parte de Inverness por la misma ley de 1503 que Ross-shire, el sheriff se sentaría en Dornoch o Wick.[11] El área del sheriffdom debía ser idéntica a la de la Diócesis de Caithness.[11]
- 1581: Orcadas: erigido en señorío con derecho a sheriff. Se anexionó a la Corona en 1612, aunque el término "lordship" siguió aplicándose a la zona.
- 1633: Sutherland: se separa de Inverness.b

 En 1583, el conde de Huntly, sheriff hereditario de Inverness, concedió al conde de Sutherland la jurisdicción sobre el sheriffdom de Sutherland y Strathnaver. Se trataba únicamente de la zona sureste del posterior condado, cuyo límite era el río Halladale. El condado se formó en 1631 por orden de la corona de Carlos I, separando Sutherland de Inverness. El nuevo condado comprendía el condado de Sutherland junto con Assynt y las baronías entre Ross y Caithness. Dornoch fue designado burgo principal de la comarca. La orden fue confirmada por el Parlamento de Escocia en 1633.

### El Acta de Unión de 1707 y el fin de las jurisdicciones hereditarias
A partir del siglo XVII, los shires (condados) comenzaron a utilizarse para la administración local, aparte de las funciones judiciales. En 1667 se nombraron comisarios de abastecimiento en cada sheriffdom para recaudar el impuesto sobre la tierra. Con el tiempo, los comisarios asumieron otras funciones en el condado. Tras la unión de Escocia con Inglaterra, el gobierno comenzó a equiparar el gobierno local de Escocia con el del resto de Gran Bretaña. La maquinaria completa del gobierno del condado no se estableció inmediatamente, en gran parte debido a que el cargo de sheriff o steward se había convertido en hereditario en ciertas familias en la mayoría de los sheriffdoms. A la llegada de Jorge II, veintidós sheriffs eran hereditarios, tres eran vitalicios y sólo ocho ejercían el cargo a voluntad del monarca. Los sheriffs hereditarios eran Argyll, Bute, Banff, Caithness, Clackmannan, Cromarty, Dumbarton, Dumfries, Elgin, Fife, Kinross, Kirkcudbright, Linlithgow, Nairn, Orkney y Zetland, Peebles, Renfrew, Roxburgh, Selkirk, Sutherland, Stirling y Wigtown; los nombrados con carácter vitalicio fueron Perth, Forfar y Ayr; los que se mantuvieron a placer fueron Aberdeen, Berwick, Edimburgo, Haddington, Inverness, Kincardine, Lanark y Ross. Tras el infructuoso levantamiento jacobita de 1745, el gobierno aprovechó la oportunidad para revisar el gobierno de los condados. La Ley de Jurisdicciones Hereditarias de 1747 revirtió el gobierno de los condados a la Corona, compensando a los titulares de los cargos que fueron desplazados. La Ley de sheriffs (Escocia) de 1747 redujo el cargo de sheriff principal a uno principalmente ceremonial, con un sheriff suplente o un sheriff sustituto nombrado para cada "condado, shire o stewartry". Doce de los condados más pequeños se emparejaron para formar condados de sheriff, un proceso de amalgama que continuaría hasta el siglo XX, y que llevó a que los condados de sheriff y los shires tuvieran límites diferentes. En 1794 se nombraron Lords-Lieuten para cada condado y en 1797 se crearon regimientos de milicia de condado, con lo que Escocia se equiparó a Inglaterra, Gales e Irlanda.

### Desarrollos posteriores

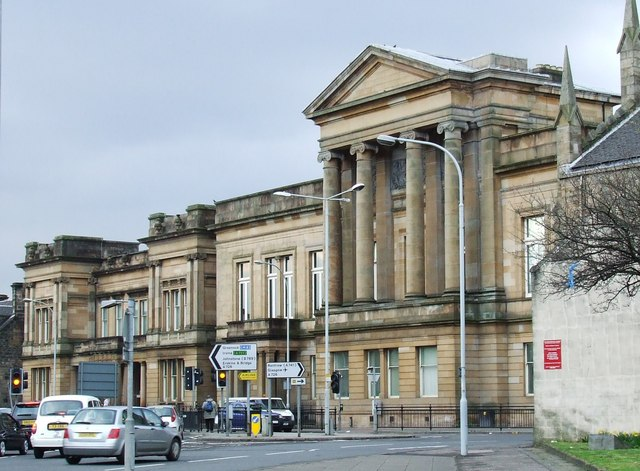
Los edificios del condado en Paisley, antigua sede del Consejo del Condado de Renfrew

En 1858 se crearon cuerpos de policía en cada condado en virtud de la Ley de Policía (Escocia) de 1857. Los burgos quedaron en gran medida fuera de la jurisdicción de las autoridades de los condados.
En virtud de la Ley de Gobierno Local (Escocia) de 1889, se crearon treinta y cuatro consejos de condado. Las zonas gobernadas por estos consejos, denominadas "condados administrativos", se parecían a los tradicionales shires de Escocia, pero no del todo. Se suprimieron los exclaves, con la excepción de un exclave de Dunbartonshire. Ross-shire y Cromartyshire se fusionaron en Ross y Cromarty, y cuatro ciudades - Aberdeen, Dundee, Edinburgh y Glasgow - se convirtieron en condados por derecho propio. Estos "condados de ciudades" se ampliaron periódicamente a medida que sus áreas urbanas se extendían cada vez más en el campo circundante. En general, seguían considerándose parte del condado geográfico más amplio; por ejemplo, Glasgow seguía considerándose parte de Lanarkshire, aunque ya no estaba dentro de la jurisdicción del Consejo del Condado de Lanark.
En virtud de la Ley de Gobierno Local (Escocia) de 1929, dos pares de consejos se combinaron entre sí para formar los "consejos de condado conjuntos" de Perth y Kinross y Moray y Nairn. Aunque gobernados por el mismo consejo, cada condado seguía siendo nominalmente independiente del otro.
En 1963, el Gobierno publicó un libro blanco que proponía reducir el número de condados de treinta y tres a entre diez y quince. Se inició un proceso de consulta entre los consejos de condado y los funcionarios de la Oficina Escocesa para llevar a cabo las amalgamas. Tras un cambio de gobierno, se anunció en 1965 que se llevaría a cabo una revisión "más exhaustiva y autorizada" de las áreas de gobierno local.
En 1966 se nombró una Comisión Real sobre el Gobierno Local en Escocia, presidida por Lord Wheatley. El informe de la comisión de 1969 recomendaba la sustitución de los condados por regiones más amplias.
En 1970 se produjo un nuevo cambio en el control del gobierno con la publicación de un libro blanco en 1971 que aplicaba las reformas de la comisión de forma modificada. La abolición de los condados "a efectos de gobierno local" fue promulgada por la Ley de Gobierno Local (Escocia) de 1973, y los condados no desempeñaron ningún papel en el gobierno local después del 16 de mayo de 1975, siendo sustituidos por regiones y distritos.
El gobierno local se reorganizó de nuevo en virtud de la Local Government etc. (Escocia) de 1994, sustituyendo las regiones y los distritos por los actuales councils. Estos consejos son unitarios, lo que significa que se encargan de toda la gobernanza local dentro de su área, aunque los "consejos comunitarios" funcionan en varias ciudades.
Los condados históricos de Escocia están incluidos en el Índice de Nombres de Lugares (IPN) publicado por la Oficina de Estadísticas Nacionales. Cada "lugar" incluido en el IPN está relacionado con el condado histórico en el que se encuentra, así como con un conjunto de áreas administrativas.

## Nombres
En los documentos oficiales, las comarcas se denominaban Comarca de X, en lugar de Comarca de X. Esta última era más común en el uso general. Así, en las actas parlamentarias se puede encontrar, por ejemplo, un título que haga referencia a "Act for the shirrefdome of Dumbartane" pero el texto "the sevine kirkis to Dumbartane schyr".
Los primeros mapas precisos de los condados de Escocia aparecen a finales del siglo XVII y contienen un registro de primera mano de los nombres de los condados. John Adair (mapas de hacia 1682) da los nombres de Midlothian, East Lothian, Twaddall y Wast Lothian (este último también como "Linlithgowshire"). Los mapas de condados del siglo XVIII de Herman Moll (fechados hacia 1745) preferían mantener el sufijo "Shire" como una palabra separada, como por ejemplo "Berwick Shire", "Roxburgh Shire", "the Shire of Selkirk otherwise known as Etterick Forest", y en el norte a "Murray" (Moray), "Inverness Shire", "Aberdeen Shire", "Banff Shire", "Ross Shire". El mapa de Boswell's and Johnson's A Journey to the Western Islands of Scotland (1773) da "Shire" a todas las que se muestran, incluyendo "Angus Shire" y "Fife Shire".
Varios condados tienen nombres alternativos de larga data. Entre ellos se encuentran:
- Angus – Forfarshire
- East Lothian – Haddingtonshire
- Kincardineshire – The Mearns
- Midlothian – Edinburghshire
- Moray – Elginshire
- Peeblesshire – Tweeddale
- Roxburghshire – Teviotdale
- Selkirkshire – Ettrick Forest
- West Lothian – Linlithgowshire

En Escocia, al igual que en Inglaterra y Gales, los términos "shire" y "county" se han utilizado indistintamente, siendo este último más común en el uso posterior. Hoy en día, el término "condado" se utiliza más comúnmente, considerándose "shire" como una variante más poética o arcaica.[cita requerida]

## Listas de condados

### Condados hasta 1890
| Condados de Escocia hasta 1890 | Condados de Escocia hasta 1890 |
| --- | ------------------------------ |
| 1. Caithness 2. Sutherland 3. Ross-shire 4. Cromartyshire 5. Inverness-shire 6. Nairnshire 7. Elginshire 8. Banffshire 9. Aberdeenshire 10. Kincardineshire 11. Forfarshire 12. Perthshire 13. Argyll 14. Bute 15. Ayrshire 16. Renfrewshire 17. Dumbartonshire 18. Stirlingshire 19. Clackmannanshire 20. Kinross-shire 21. Fife 22. Linlithgowshire 23. Edinburghshire 24. Haddingtonshire 25. Berwickshire 26. Roxburghshire 27. Dumfriesshire 28. Kirkcudbrightshire 29. Wigtownshire 30. Lanarkshire 31. Selkirkshire 32. Peeblesshire No se muestra: Zetland (Shetland) Orkney |                                |

El mapa muestra un gran número de exclaves separados físicamente del condado del que se consideraba políticamente que formaban parte. Los límites de Cromartyshire, un ejemplo particularmente fragmentario, se lograron en una fecha tan tardía como 1685, aunque en esa época la palabra "condado" no se aplicaba al sheriffdom.

### Condados de 1890 a 1975
| Condados de Escocia de 1890 a 1975 | Condados de Escocia de 1890 a 1975 |
| --- | ---------------------------------- |
| 1. Caithness 2. Sutherland 3. Ross and Cromarty 4. Inverness-shire 5. Nairnshire 6. Moray (Elginshire hasta 1918) 7. Banffshire 8. Aberdeenshire 9. Kincardineshire 10. Angus (Forfarshire hasta 1928) 11. Perthshire 12. Argyll 13. Bute 14. Ayrshire 15. Renfrewshire 16. Dunbartonshire 17. Stirlingshire 18. Clackmannanshire 19. Kinross-shire 20. Fife 21. East Lothian (Haddingtonshire hasta 1921) 22. Midlothian (Edinburghshire hasta 1890) 23. West Lothian (Linlithgowshire hasta 1924) 24. Lanarkshire 25. Peeblesshire 26. Selkirkshire 27. Berwickshire 28. Roxburghshire 29. Dumfriesshire 30. Kirkcudbrightshire 31. Wigtownshire 32. Zetland (Shetland) 33. Orkney |                                    |